# Arrietty – Die wundersame Welt der Borger
Arrietty – Die wundersame Welt der Borger (jap. 借りぐらしのアリエッティ, Karigurashi no Arietti, übersetzt etwa: Arietti, die Borgerin) ist ein Anime-Film des Studio Ghibli, der 2010 erstmals aufgeführt wurde. Der Film basiert auf der phantastischen Erzählung Die Borger von Mary Norton aus dem Jahr 1952. 

## Handlung
Der Film spielt im Jahr 2010 in Koganei westlich von Tokio. Der zwölfjährige herzkranke Shō zieht in das Haus, in dem seine Mutter in ihrer Kindheit gelebt hat. Mit ihm ziehen aber nicht seine Eltern, sondern nur die Haushaltshilfe Haru ein, seine Tante kommt ihn häufig besuchen. In dem Haus leben auch das Mädchen Arrietty und ihre Familie, die „Borger“. Diese sind etwa 10 cm große Wesen, die von dem leben, was sie sich von den Menschen „borgen“. Dabei nehmen sie nur Dinge, deren Fehlen nicht auffällt, und verstecken sich vor den Menschen. 
Am Tag ihrer ersten Borgermission mit ihrem Vater Pod wird Arrietty jedoch von Shō im Garten gesehen. Dennoch gehen sie nachts zum Borgen in das Haus, ergattern ein Stück Zucker und eine Stecknadel, die Arrietty fortan als Degen dient. Pod zeigt ihr ein reich ausgestattetes Puppenhaus, das genau die richtige Größe für die Borger hätte, doch könnten sie es nicht nutzen, ohne entdeckt zu werden. Dann wird Arrietty wieder von Shō entdeckt, der wach im Bett liegt, und sie flieht mit ihrem Vater. Mit leeren Händen und betrübt kehren die beiden zu Mutter Homily zurück. Am nächsten Tag legt Shō vor dem Kellerfenster das Stück Zucker, das Arrietty die Nacht davor verloren hat, mit einer Nachricht. Doch die Borger nehmen den Zucker nicht an, da sie sonst entdeckt wären. Denn das Gebot ist es, wenn sie von einem Menschen entdeckt werden, müssen sie ihre Heimat für immer verlassen. 
Arrietty beschließt aber, Shō das Stück Zucker zurückzugeben und geht zum Fenster von Shōs Zimmer. Dort wirft sie es durch das Fenster und fordert den Jungen auf, sie und ihre Familie in Frieden zu lassen. Doch Shō kann Arrietty in ein Gespräch verwickeln, und als sie plötzlich von einem Raben angegriffen wird, wird sie fast von der herbeieilenden Haru entdeckt und flieht. Haru wird bald misstrauisch, da sie von der Existenz von Borgern weiß. Sie empfindet die Borger als Diebe und will sie aus dem Haus vertreiben. 
Währenddessen werden die Borger von einem reisenden Borger, Spiller, besucht. Dieser berichtet ihnen, dass es noch andere von ihrer Art gibt, aber nur wenige. Da sie entdeckt wurden, überlegen die Borger, ob sie das Haus verlassen. Shō will ihnen helfen und baut die Küche aus dem Puppenhaus in die Wohnung der Borger ein. Doch werden diese dadurch noch mehr verunsichert, und Haru entdeckt die Wohnung. Sie steckt Homily in ein Glas, um die Existenz der Borger beweisen zu können, und ruft die Kammerjäger, um alle Borger aus dem Haus zu vertreiben. 
Als Shō und Arrietty sich auf der Wiese über die womöglich aussterbenden Borger unterhalten, bemerken sie Harus Treiben und können Arriettys Mutter gemeinsam wieder befreien. Shō versteckt danach die Wohnung der Borger, die in eine Holzkiste eingebaut ist. Als die Kammerjäger kommen, sind keine Borger mehr im Haus zu finden, und auch die Küche ist wieder an ihrem Platz im Puppenhaus. Haru macht sich vor den Kammerjägern lächerlich, doch Shōs Tante erkennt am in der Küche gekochten Tee, dass es die Borger tatsächlich gibt. Sie sieht in ihnen jedoch nichts Schlechtes. Die Borger beschließen dennoch, das Haus zu verlassen, und ziehen gemeinsam mit Spiller davon. Shō gelingt es, sich noch von Arrietty zu verabschieden.

## Produktion und Veröffentlichung
Der Film wurde 2010 vom Studio Ghibli unter der Regie von Hiromasa Yonebayashi nach einem Drehbuch von Hayao Miyazaki produziert. Die künstlerische Leitung hatten Noboru Yoshida und Yōji Takeshige inne. Die Musik komponierte Cécile Corbel. Im Abspann werden alle Beteiligten ohne ihre Funktion und in alphabetischer Reihenfolge genannt, um alle gleichermaßen zu ehren und niemanden hervorzuheben – möglicherweise aber auch für das Marketing, um zu verbergen, dass der als Regisseur weltweit bekannte Hayao Miyazaki nicht Regie führte.
Seine Premiere hatte der Film am 1. Juli 2010 auf dem Tokyo International Forum. Am 17. Juli 2010 kam er in Japan in die Kinos. Danach folgte die Kinopremiere in Südkorea und Aufführungen auf Festivals in Italien und Hong Kong. Die deutsche Premiere fand am 2. Juni 2011 unter dem Titel Arrietty – Die wundersame Welt der Borger statt. Der Film wird von Universum Anime seit dem 11. November 2011 auf DVD und auf Blu-ray, in der traditionellen Studio Ghibli Blu-ray Collection-Edition, vertrieben.

## Synchronisation
Die Synchronarbeiten fanden bei der Christa Kistner Synchronproduktion GmbH in Potsdam statt. Katrin Fröhlich schrieb zusammen mit Jörg Hartung das Dialogbuch und führte die Dialogregie.
| Rolle       | Japanischer Sprecher (Seiyū) | Deutscher Sprecher |
| ----------- | ---------------------------- | ------------------ |
| Arrietty    | Mirai Shida                  | Soraya Richter     |
| Spiller     | Tatsuya Fujiwara             | Julius Jellinek    |
| Shō         | Ryunosuke Kamiki             | Maximilian Artajo  |
| Sadako Maki | Keiko Takeshita              | Monica Bielenstein |
| Haru        | Kirin Kiki                   | Beate Gerlach      |
| Homily      | Shinobu Ōtake                | Heide Bartholomäus |
| Pod         | Tomokazu Miura               | Bernd Vollbrecht   |

## Rezeption

### Kritik
Auf der Filmkritikseite Rotten Tomatoes wird er als einer der besten Filme 2010 ausgezeichnet. In den Top-Videonews des Kinder- und Jugendfilmzentrums heißt es: „Mit einer ruhigen Erzählweise und poetischen Bildern verwandelt Hayao Miyazaki die Vorlage in eine stimmungsvolle Coming-of-Age-Geschichte, die durch ihre große Sensibilität für die Figuren besticht.“
Das Lexikon des internationalen Films schreibt: „Ein nach den Kinderbüchern von Mary Norton liebenswert und charmant entwickelter japanischer Zeichentrickfilm. Kindgerecht und in liebevollen poetischen Bildern erzählt er eine Geschichte, die für den Respekt des Menschen vor allen anderen Lebensformen plädiert.“

### Auszeichnungen
Beim Japanese Academy Award gewann der Film den Preis für den besten Animationsfilm.
Bei den Tokyo Anime Awards 2011 wurde der Film als bester Animationsfilm des Jahres und als bester japanischer Animationsfilm ausgezeichnet. Darüber hinaus gingen Preise an Hiromasa Yonebayashi für die beste Regie, an Noboru Yoshida und Yōji Takeshige für die beste künstlerische Leitung und an Cécile Corbel für die beste Filmmusik.
Beim Filmfestival Nippon Connection 2011 gewann der Film den Nippon-Cinema Award.